# Хосе Мануель де Еспалета
Хосе Мануель де Еспалета-і-Гальдеано, 1-й граф Еспалета-де-Бейре (ісп. José Manuel de Ezpeleta y Galdeano; 1739–1823) — іспанський військовик і колоніальний чиновник, губернатор Куби від 1785 до 1789 року, віце-король Нової Гранади від 1789 до 1797 року.

## Кар'єра
Служив у королівській армії, дослужившись до звання бригадного генерала. Був також суддею Мальтійського ордена.
1 грудня 1785 року був призначений на пост іспанського губернатора Куби, перебував на посаді, доки 1789 року не був призначений віце-королем Нової Гранади.
За його врядування в Новій Гранаді зародилась журналістика на чолі з Мануелем дель Сокорро Родрігесом, першим керівником столичної газети Papel Periódico. Відтоді світ побачили 265 номерів видання. Також Еспалета заснував у Боготі перший театр і підтримував літературні гуртки, членами яких були майбутні борці за незалежність. 1794 року Антоніо Наріньйо опублікував переклад памфлету Томаса Пейна «Права Людини», за що був заарештований і засуджений до ув'язнення.
Як і його попередники, Еспалета намагався стимулювати гірничу промисловість у Марікіті, втім переконався, що операційні витрати перевищують обсяги виробництва. Намагався через католицькі місії умиротворити корінних жителів, які не сприймали іспанську владу.
1797 року вийшов у відставку й залишився в Америці. 1807 року був призначений на посаду капітан-генерала Каталонії, втім, поки Еспалета дістався Барселони, французькі війська під командуванням Філібера Гійома Дюема захопили місто. Хосе Мануель де Еспалета відмовився скласти присягу Жозефу Бонапарту, за що був заарештований та засланий до Монпельє, де перебував до 1814 року.
Після повернення до Іспанії Еспалета був призначений на пост віце-короля Наварри, де зі значними труднощами намагався відновити старі інституції. На тій посаді протистояв повстанцям на чолі з Фрінсіско Міною, а також придушував виступи 1816 року, відомі як Conspiración del Triángulo. Втім 1820 року під натиском ліберальної революції був змушений відступити, а повноваження керівника регіону перейшли до Франсіско Міни. Після того Еспалета переїхав до Вальядоліда, де жив до 1823 року. Після реставрації абсолютної монархії його запросили повернутись на посаду віце-короля Наварри. Еспалета повернувся до Памлони в липні 1823 року, втім вже за кілька місяців він помер.